# Ampatuan
Ampatuan è una municipalità di quarta classe delle Filippine, situata nella Provincia di Maguindanao, nella Regione Autonoma nel Mindanao Musulmano.
Ampatuan è formata da 11 baranggay:
- Dicalongan (Pob.)
- Kakal
- Kamasi
- Kapinpilan
- Kauran
- Malatimon
- Matagabong
- Salman
- Saniag
- Tomicor
- Tubak